# Стойкович, Филип
Фи́лип Сто́йкович (черног. Филип Стојковић; родился 22 января 1993 года в Чуприи, Югославия) — черногорский футболист, защитник клуба «ЛАСК». Выступал за сборную Черногории.

## Клубная карьера
Стойкович — воспитанник клубов «Црвена звезда». 21 сентября 2011 года в поединке Кубка Сербии против «Младости» Филип дебютировал за основной состав. 14 марта 2012 года в матче против «Смедерево» он дебютировал за команду в чемпионат Сербии. В своём дебютном сезоне Филип завоевал Кубок Сербии. Летом 2012 года для получения игровой практики Стойкович на правах аренды выступал за «Банат». В начале 2013 года Филип вновь ушёл в аренду, его новой командой стала «Чукарички». 9 марта в матче против «Вождоваца» он дебютировал за новый клуб. В этом же поединке Стойкович забил свой первый гол за «Чукарички». По окончании аренды клуб выкупил трансфер Филипа. В 2015 году он во второй раз стал обладателем национального кубка.
Летом 2016 года Стойкович перешёл в немецкий «Мюнхен 1860». 7 августа в матче против «Гройтера» он дебютировал во Второй Бундеслиге.

## Международная карьера
В 2012 году в составе юношеской сборной Сербии Стойкович принял участие в юношеском чемпионате Европы в Эстонии. На турнире он сыграл в матчах против команд Хорватии, Англии и Франции.
В 2015 году в составе молодёжной сборной Сербии Филип принял участие в молодёжном чемпионате Европы в Чехии. На турнире он сыграл в матче против Чехии.
В 2016 году Филип принял решение выступать за Черногорию. 29 мая 2016 года в товарищеском матче против сборной Турции Стойкович дебютировал за сборную Черногории.

## Достижения
«Црвена Звезда»
- Чемпион Сербии (2) 2017/18, 2018/19
- Обладатель Кубка Сербии: 2011/12

«Чукарички»
- Обладатель Кубка Сербии: 2014/15